# Karl Schropp

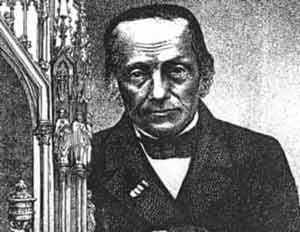
Karl Schropp und sein Modell des Wiener Stephansdoms

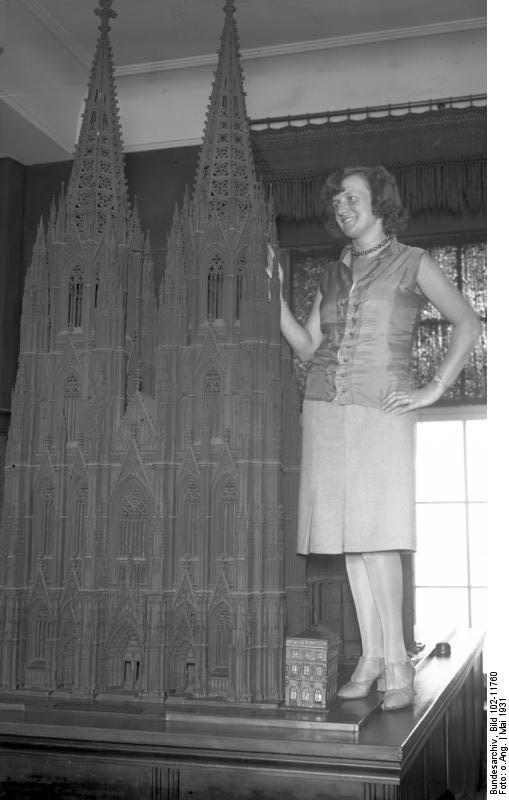
Schropps Modell des Kölner Domes (Aufnahme von 1931)

Karl Johann Christian Ferdinand Schropp (geboren 7. Juli 1794 in Erfurt; gestorben 8. Mai 1875 in Bamberg) war ein Modellbauer von Architekturmodellen und Königlicher Hofmodelleur.

## Leben
Karl Schropps Vater Ulrich Schropp stammte aus Erfurt und war dort als Buchbinder für die Universität Erfurt tätig. Seine Mutter war eine Enkelin des Bamberger Bildhauers Leonhard Gollwitzer. Schropp besuchte die Domschule in Erfurt bis zum Jahre 1808 und machte bei seinem Vater eine Buchbinderlehre. 1814 schloss er sich der preußischen Armee unter Feldmarschall Blücher in den sogenannten Befreiungskriegen an und wurde 1815 erneut Kriegsfreiwilliger. Die preußische Verwaltung Erfurts übernahm ihn daher 1816 als Regierungsbuchbinder und Aktenhefter in die Erfurter Registratur des preußischen Innenministeriums. 1838 verließ er den Staatsdienst und widmete sich gänzlich der Modellierkunst.
Schropp arbeitete bevorzugt mit Papiermaché, aus dem er nach einer eigenen Rezeptur eine formbare, schrumpfungsfreie und bemalbare Masse herstellte.
Die von ihm geschaffenen Dekorationsgegenstände konnte er an Mitglieder des preußischen und sächsischen Hofes verkaufen und er fand auch andere Abnehmer. So sind auch Werke von Schropp im Goethe-Nachlass in Weimar überliefert. 1840 erhielt Schropp vom Kölner Fabrikanten Peter Leven (1796–1850) den Auftrag für ein Modell des Kölner Domes nach den Fertigstellungsplänen von Sulpiz Boisserée. Das Modell hatte eine Höhe von etwa 2,5 Metern und wurde eine Attraktion des Dombauvereins bei dessen nationaler Kampagne für die Fertigstellung des Domes.
1846 zog Schropp in die Heimatstadt seiner Mutter nach Bamberg an den Michelsberg. Dort arbeitete er mit dem Schmidtschen Malinstitut zusammen und widmete sich auch der Porzellanmalerei. 1852 bestellte die fränkische Gemeinde Tiefenhöchstadt bei ihm einen neugotischen Altar.
Schropp nahm an der Berliner Gewerbeausstellung 1844, an der Great Exhibition in London 1851 und der Weltausstellung Paris 1855 teil. 1860 wurde ihm der Titel eines Preußischen Hof-Modelleurs verliehen. 1869 vollendete er ein über vier Meter hohes Modell des Wiener Stephansdoms, bei dem, wie bei anderen seiner Monumentalmodelle, auch das Kircheninnere ausgestaltet und einsehbar ist.
Als das Interesse der Öffentlichkeit an der Neugotik nachließ, verschwanden auch Schropps Modelle aus den Schauräumen und Sammlungen. Das Modell des Wiener Stephansdoms wurde 1904 als Geschenk zum 60. Geburtstag des damaligen Bürgermeisters Karl Lueger nach Wien gebracht, es konnte aber wegen Platzmangel nicht auf Dauer ausgestellt werden. Nach 1945 wurde es auf dem Dachboden des Stephansdoms aufbewahrt, eine Restaurierung ist ab 2019 und danach eine Aufstellung im Neubau des historischen Museums der Stadt Wien (Wien Museum) geplant.
2016 widmete das Historische Museum Bamberg dem Werk Schropps eine Ausstellung mit dem Titel Für Thron, Altar, Salon. Der Modelleur Carl Schropp (1794–1875) in Erfurt und Bamberg.